# Малиновая Поляна
Мали́новая Поля́на — село Большеполянского сельского поселения Тербунского района Липецкой области.

## География
Стоит на правом берегу реки — притока Кобыльей Сновы. На противоположном, левом, находится село Вислая Поляна. На юго-востоке к Малиновой Поляне примыкает село Большая Поляна (оно стоит на шоссе Тербуны — Хлевное).

## История
Возникла во второй половине XVII века. В документах 1705 года упоминается как село с церковью.
Называлось также Мали́новым Ве́рхом (верх — верховье оврага). Название — по месту заселения, где в давние годы были заросли малины.

## Население
| 1859 | 1897  | 2009 | 2010 |
| ---- | ----- | ---- | ---- |
| 1168 | ↗1526 | ↘188 | ↘178 |

Численность населения Малиновых Полян — 188 человек (2009).